# Întreprinderea mecanică oraş "DR. PETRU GROZA"
Întreprinderea mecanică oraș "DR. PETRU GROZA", în prezent S.C HIPERION S.A este o companie din județul Bihor, oraș Ștei, care a produs utilajul Carpatina.